# Jürgen Brand (Politiker)
Jürgen Brand (* 9. April 1965 in Ingolstadt) ist ein deutscher Politiker (CSU) und war von 1993 bis 1994 Mitglied des Europäischen Parlaments.

## Leben
Brand ist studierter Diplom-Kaufmann und arbeitete für die Schweizer Bank UBS und die LBBW. Er lebt im Nürnberger Stadtteil Thon.
Von 1996 bis 2002 war er Sachverständiger der Europäischen Kommission in Fragen der Wirtschafts- und Währungsunion.

## Politik
Brand war Kreisvorsitzender der Jungen Union Ingolstadt.
Er rückte  am 16. November 1993 für den ausgeschiedenen Abgeordneten Günther Müller in das Europäische Parlament nach. Dort war er Mitglied der EVP-Fraktion und des Ausschusses für Recht und Bürgerrechte. Nach der Europawahl 1994 schied er aus dem Parlament aus.
Brand ist Kreisvorsitzender der Europa-Union Nürnberg und europapolitischer Referent für die Hanns-Seidel-Stiftung.